# Pierremont-sur-Amance
 Pierremont-sur-Amance  es una población y comuna francesa, en la región de Champaña-Ardenas, departamento de Alto Marne, en el distrito de Langres y cantón de Laferté-sur-Amance.

## Demografía
| 341 | 337 | 241 | 206 | 201 | 180 |
| Para los censos de 1962 a 1999 la población legal corresponde a la población sin duplicidades (Fuente: INSEE [Consultar]) |     |     |     |     |     |